# I viaggiatori della sera
Pour plus de détails, voir Fiche technique et Distribution.
I viaggiatori della sera est un film italo-espagnol réalisé par Ugo Tognazzi, sorti en 1979.

## Synopsis
Dans un avenir imaginaire, en raison de la surpopulation, une loi récente établit que lorsqu'une personne atteint l'âge de 50 ans, elle doit déménager dans un village pour personnes âgées, pour y passer ce qu'on appelle des vacances...
Orso et Niky, sont un couple qui rentre dans les critères et bien que réticents, doivent atteindre le village auquel ils ont été assignés, accompagnés dans leur voyage par leurs enfants qui approuvent le nouveau système politique et qui pensent que la nouvelle loi est absolument juste.
Le village s'avère bientôt être une prison dorée, dont la vie est rythmées par des rencontres périodiques dans lesquelles tous les invités doivent participer à une sorte de loterie. Le gagnant remporte une croisière.  Aucun des vainqueurs de ces croisières n'est jamais revenu au village, et les pensionnaires en déduisent que  les vainqueurs sont supprimés. Le fait est cependant accepté avec résignation par les résidents, qui préfèrent se divertir et s'adonner à des activités sexuelles, vécues par tous en toute liberté...

## Fiche technique
- Titre original : I viaggiatori della sera
- Réalisateur : Ugo Tognazzi
- Sujet : Umberto Simonetta (roman), Sandro Parenzo
- Scénario : Ugo Tognazzi, Sandro Parenzo
- Production : Franco Committeri
- Pays de production : Italie  Espagne
- Année : 1979
- Durée : 130 min
- Genre : Drame - science-fiction

## Distribution
- Ugo Tognazzi : Orso
- Ornella Vanoni : Nicki
- Corinne Cléry : Ortense
- Roberta Paladini : Anne Marie
- Pietro Brambilla : Francesco
- José Luis López Vázquez : Simoncini
- William Berger : Cochi Fontana
- Manuel de Blas : Bertani
- Sergio Antonica : employée aire de service